# Artena occidens
Artena occidens là một loài bướm đêm trong họ Erebidae.